# Forsmo by
Forsmo by är en by i Eds socken, Sollefteå kommun. Byn har gett namn åt stationssamhället Forsmo på andra sidan Ångermanälven.
Bebyggelsen ligger norr om Eds kyrka och öster om Ångermanälven. Norr om Eds kyrka utmed turistvägen mellan Ed och Ådals-Liden avgränsades 1990 en småort med beteckningen Del av Forsmo. År 2000 hade folkmängden inom småorten minskat till under 50 personer och småorten upplöstes. 2015 hade SCB ändrat metoden för att avgränsa småorter och här räknade man då 118 invånare över 62 hektar.

## Befolkningsutveckling
| Befolkningsutvecklingen i Forsmo by 1990–2015         | Befolkningsutvecklingen i Forsmo by 1990–2015 | Befolkningsutvecklingen i Forsmo by 1990–2015 | Befolkningsutvecklingen i Forsmo by 1990–2015 | Befolkningsutvecklingen i Forsmo by 1990–2015 |
| ----------------------------------------------------- | --------------------------------------------- | --------------------------------------------- | --------------------------------------------- | --------------------------------------------- |
|                                                       |                                               |                                               |                                               |                                               |
| År                                                    |                                               |                                               | Folkmängd                                     | Areal (ha)                                    |
| 1990                                                  | 1990                                          |                                               | 55                                            | 10#                                           |
| 1995                                                  | 1995                                          |                                               | 64                                            | 10#                                           |
| 2015                                                  | 2015                                          |                                               | 118                                           | 62#                                           |
| Anm.: Ej småort 2000. Åter småort 2015. # Som småort. |                                               |                                               |                                               |                                               |

## Byggnadsverk
Forsmobron är döpt efter Forsmo by.
Forsmo kraftverk och tillhörande anläggningar dominerar den del av Forsmo by som ligger vid älven, och dess konstruktion har kraftigt påverkat den lokala geografin – främst genom grävandet av kraftverkets utloppskanal rakt igenom den "mo vid forsen" som gett byn sitt namn, men även genom att schaktmassor lagts upp vid sidan av densamma. Friluftsområdet vid Forsmo fiskodling har därvid fått en säregen topografi.
Forsmo fiskodling ligger söder om kraftverket, ungefär där utloppstunneln övergår i utloppskanal.

### Historiska
Det första Forsmonöjet låg i Forsmo by, men verksamheten flyttades på grund av byggandet av utloppskanalen till Forsmo kraftverk till Ön norra och Sand södra på älvens andra sida.